# رون يندستروم
رون يندستروم هو متزحلق جبال الألب سويدي، ولد في 26 مايو 1944.

## وصلات خارجية
- رون يندستروم على موقع الاتحاد الدولي للتزلج (التزلج على المنحدرات الثلجية) (الإنجليزية)
- رون يندستروم على موقع أوليمبيديا (الإنجليزية)
- رون يندستروم على موقع اللجنة الأولمبية السويدية (السويدية)